# Argyreia baronii
Argyreia baronii är en vindeväxtart som beskrevs av T. Deroin. Argyreia baronii ingår i släktet Argyreia och familjen vindeväxter. Inga underarter finns listade i Catalogue of Life.